# Differentiell rotation
Differentiell rotation innebär att en gaskropp roterar olika fort i olika delar. Differentiell rotation uppstår genom konvektion i gaskroppen.

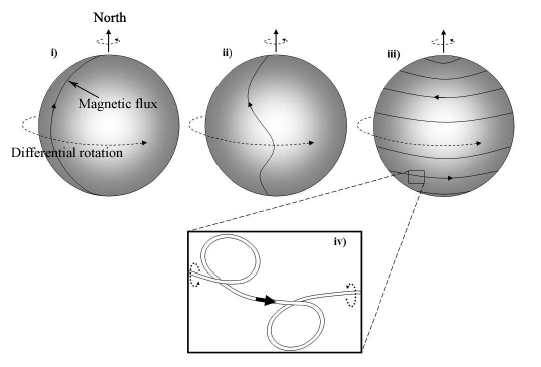
Twistedflux

På grund av branta temperaturgradienter från kärnan och utåt blir det en förflyttning av massa. 
Ett objekt som har en solid massa har däremot stel rotation och roterar lika fort vid alla breddgrader.

## Upptäckt
Galileo Galilei observerade omkring år 1610 solfläckar och beräknade solens rotation. 1630 rapporterade Christoph Scheiner att solen hade olika roterande perioder vid polerna och vid ekvatorn. Han hade bra argument för moderna värderingar.

## Anledningar
Vid anhopningsfasen av en stjärna, när gasen och stoftet drar ihop sig, är rotation framkallande. 
Differentiell rotation uppstår av konvektion i en gaskropp. På grund av branta temperaturgradienter från kärnan och utåt blir det en förflyttning av massa. Denna massa är orsaken till stjärnas rörelsemängdsmoment och styr därför omfördelningen på vinkelhastigheten.
Temperaturskillnader i angränsande områden är således anledningen till den differentiella rotationen.

## Mäta Differentiell rotation
Genom att studera olika punkter eller ”spårämnen” på ytan av gaskroppen kan differentiell rotation mätas. Den mest använda metoden är att studera solfläckar eller stjärnfläckar och det var även med den metoden fenomenet upptäcktes. 